# Montasola
Montasola är en ort och kommun i provinsen Rieti i regionen Lazio i Italien. Kommunen hade 391 invånare (2018).